# Centrolobium microchaete
Centrolobium microchaete är en ärtväxtart som först beskrevs av George Bentham, och fick sitt nu gällande namn av Haroldo Cavalcante de Lima. Centrolobium microchaete ingår i släktet Centrolobium och familjen ärtväxter. Inga underarter finns listade i Catalogue of Life.